# 杰维斯港
杰维斯港（英語：Port Jervis）是美国纽约州奥兰治县西部的一座城市，位于内弗辛克河和特拉华河交汇处，特拉华水口以北。 2010年人口普查的人口为8,828人。 鹿园，胡格诺，Sparrowbush和格林维尔的社区毗邻杰维斯港。 宾夕法尼亚州的马塔莫拉斯（Matamoras）横跨河流，并被桥梁连接起来。 西南与新泽西州蒙塔哥镇区接壤。
杰维斯港是波基普西 - 纽堡 - 米德尔敦大都会地区以及纽约都会区的一部分。 2008年8月，“杰维斯港”被“经济旅游”杂志评为“十大最酷的小城镇”之一。